# 施設等機関
施設等機関（しせつとうきかん）とは、内閣府（宮内庁・委員会・庁を含む。）または国家行政組織法第3条第2項に規定される行政機関（省・委員会・庁）に置かれる試験研究機関、検査検定機関、文教研修施設（これらに類する機関及び施設を含む）、医療更生施設、矯正収容施設及び作業施設の総称である。国家行政組織法の一部改正（1984年7月1日施行）により、それまでの「附属機関」を「審議会等」・「施設等機関」・「特別の機関」に細分化する形で設けられた。

## 施設等機関の一覧
- 内閣府
  - 経済社会総合研究所
  - 迎賓館
- 宮内庁
  - 正倉院事務所
  - 御料牧場
- こども家庭庁
  - 国立児童自立支援施設（2）
- 総務省
  - 自治大学校
  - 情報通信政策研究所
  - 統計研究研修所
- 消防庁
  - 消防大学校
- 法務省
  - 刑務所（51）
  - 少年刑務所（6）
  - 拘置所（7）
  - 少年院（44）
  - 少年鑑別所（52）
  - 法務総合研究所
  - 矯正研修所
- 出入国在留管理庁
  - 入国者収容所（2）
- 公安調査庁
  - 公安調査庁研修所
- 外務省
  - 外務省研修所

- 財務省
  - 財務総合政策研究所
  - 会計センター
  - 関税中央分析所
  - 税関研修所
- 国税庁
  - 税務大学校
- 文部科学省
  - 国立教育政策研究所
  - 科学技術・学術政策研究所
- 厚生労働省
  - 検疫所（13）
  - 国立ハンセン病療養所（13）
  - 国立医薬品食品衛生研究所
  - 国立保健医療科学院
  - 国立社会保障・人口問題研究所
  - 国立障害者リハビリテーションセンター
- 農林水産省
  - 植物防疫所（4）
  - 那覇植物防疫事務所
  - 動物検疫所
  - 動物医薬品検査所
  - 農林水産研修所
  - 農林水産政策研究所
- 林野庁
  - 森林技術総合研修所
- 経済産業省
  - 経済産業研修所

- 国土交通省
  - 国土交通政策研究所
  - 国土技術政策総合研究所
  - 国土交通大学校
  - 航空保安大学校
- 気象庁
  - 気象研究所
  - 気象衛星センター
  - 高層気象台
  - 地磁気観測所
  - 気象大学校
- 海上保安庁
  - 海上保安大学校
  - 海上保安学校
- 環境省
  - 環境調査研修所
- 原子力規制委員会
  - 原子力安全人材育成センター
- 防衛省
  - 防衛大学校
  - 防衛医科大学校
  - 防衛研究所
- 防衛装備庁
  - 航空装備研究所
  - 陸上装備研究所
  - 艦艇装備研究所
  - 新世代装備研究所
  - 防衛イノベーション科学技術研究所
  - 試験場（3）